# Монастырка (Сосьвинский муниципальный округ)
Монастырка — деревня в Серовском районе Свердловской области России. Входит в Сосьвинский муниципальный округ.
Ранее деревня входила в состав Романовского сельсовета Серовского района.

## История
В «Списке населённых мест Российской империи» 1869 года Монастырская упомянута как деревня Верхотурского уезда Пермской губернии, при реке Сосьве, расположенная в 59 верстах от уездного города Верхотурья. В деревне насчитывалось 14 дворов и проживали 96 человек (47 мужчин и 49 женщин).

## География
Деревня Монастырка находится в северной части области, на расстоянии 16 километров к западу от посёлка Сосьва, на правом берегу реки Сосьвы (правой составляющей Тавды), вблизи места впадения в неё реки Монастырки.
Абсолютная высота — 77 метров над уровнем моря. В деревне одна улица — Мира.
В шести километрах севернее деревни Монастырки находится остановочный пункт 77 км Свердловской железной дороги. Через деревню проходит автодорога Серов — Сосьва.

## Население
| 2002 | 2010 | 2021 |
| ---- | ---- | ---- |
| 33   | ↘19  | ↘10  |

Согласно результатам переписи населения 2002 года, русские составляли 79 % из 33 жителей Монастырки